# ダンス・ザ・ナイト
「ダンス・ザ・ナイト」（Dance the Night）は、イギリス・アルバニアの歌手のデュア・リパが映画『バービー』（2023年）のサウンドトラック『バービー・ザ・アルバム』のために歌った楽曲である。リパとキャロライン・エイリンがプロデューサーのアンドリュー・ワイアットとマーク・ロンソンと共に作曲し、またピカード・ブラザースも製作に参加した。アトランティックとワーナー・レコードは2023年5月25日にサウンドトラックのリード・シングルとしてこの曲を発売した。チェロ、ヴァイオリン、ヴィオラ、ストリングス、ベースをフィーチャーしたポップ・ディスコ曲である「ダンス・ザ・ナイト」は悲しみに耐えながらも一晩中踊り続けることを歌っている。曲と同時に公開されたミュージック・ビデオには『バービー』の脚本・監督のグレタ・ガーウィグがカメオ出演している。
「ダンス・ザ・ナイト」はデュア・リパにとって通算4枚目となる全英シングルチャートでの1位を獲得した。アメリカ合衆国ではBillboard Hot 100で6位を記録したが、デュア・リパにとっては5枚目となるトップ10入りであった。さらにアイルランドとベルギーでも1位、オーストラリア、オーストリア、カナダ、デンマーク、フランス、ドイツ、オランダ、ニュージーランド、ロシア、スイスでもトップ10入りを果たした。第66回グラミー賞では年間最優秀楽曲賞と視覚メディア楽曲賞、第81回ゴールデングローブ賞では主題歌賞にノミネートされた。

## 背景と発表
2023年4月、デュア・リパがグレタ・ガーウィグ監督のファンタジー・コメディ映画『バービー』のキャストに加わったことが発表された。彼女はこの映画のサウンドトラック『バービー・ザ・アルバム』のためにオリジナル曲を収録した。2023年5月22日、リパはリード・シングル「ダンス・ザ・ナイト」を5月26日に公開すると発表した。これは彼女の『フューチャー・ノスタルジア』（2020年）のアルバム・リリース・サイクル終了後初の音楽作品であった。オフィシャル・チャート・カンパニーのジョージ・グリフィスはこの曲のスニペットは「『フューチャー・ノスタルジア』のディスコに浸ったサウンドに戻ったようだ...もちろん、プラスチックの光沢がある」とコメントした。このスニペットは『バービー』の2本目の予告編に登場するマーゴット・ロビーのつま先立ちを再現しており、煌びやかなディスコ・グルーヴの曲と「ただ一緒に来て!」（"Just come along for the ride!"）という歌詞をバックにリパがフリースのヒールを脱いでカメラに向かって投げキスする映像である。『Vulture』のジェニファー・ザンは以前はリパのリップ・ツイストに関するインターネット・ミームが検索結果の上位を占めていたが、今回の報道によってそれは消滅したと分析している。
『バービー』のサウンドトラック製作契約を交わす前にプロデューサーのマーク・ロンソンは友人のジョージ・ドラコリアスから「バービー?」とだけ書かれたテキストを受け取った。製作に先立って監督のグレタ・ガーウィグは高度に振り付けされたダンス・ナンバーの基となるディスコ曲を必要としていたため、彼女はロンソンに構想していた曲のプレイリストを送った。ロンソンの協力者のアンドリュー・ワイアットはガーウィグが気に入ったバックトラックを作り、ダンスのリハーサルに使用した。この曲が後に「ダンス・ザ・ナイト」となった。
この曲の10秒間のインストゥルメンタル・スニペットは『バービー』の最初のティーザーで使われた。

## 作曲
「ダンス・ザ・ナイト」の長さは2分56秒である。アンドリュー・ワイアット、マーク・ロンソン、ピカード・ブラザースがこの曲をプロデュースした。ワイアットがベースとシンセサイザー、ロンソンがギターとローズ・ピアノ、ピカード・ブラザースがキーボードを演奏し、エンジニアのブランドン・ボストと共にプログラムを行った。この曲はチェロ、ヴァイオリン、ヴィオラをフィーチャーしており、セルバン・ゲネアがブライス・ボルドンの協力の下にミキシングを担当した。
「ダンス・ザ・ナイト」はポップおよびディスコ曲である。これはロ短調のキー、毎分110拍のテンポであり、リパのボーカルはG♯3からB4である。この曲には「クラシックなストリングスとファンキーなベース」が取り入られている。『バラエティ』のタニア・ガルシアはこの曲を「巧みなディスコ・ポップ・ナンバー」と評した。コーラスでリパは「私が夜を踊り明かすのを見て（Watch me dance the night away） / 私の心は燃えているかもしれないけど、あなたは私の顔からはそれが見えないでしょう（My heart could be burnin' but you won't see it on my face） / 私が踊るのを見て、夜を踊り明かかそう（Watch me dance, dance the night away） / 私はまだパーティを続けているよ（I still keep the party running）」と歌った。彼女は涙が顔に流れることをダイヤモンドに例えた。

## 評価
2023年5月28日、『ビルボード』のリスナーは「ダンス・ザ・ナイト」を今週のお気に入りの新譜に選んだ。

### 年間リスト
| 出版物         | 一覧           | 順位 | 参照   |
| -------------- | -------------- | ---- | ------ |
| 『ビルボード』 | 2023年最高の曲 | 15   | [ 21 ] |

## 商業成績
「ダンス・ザ・ナイト」は2023年6月2日付の全英シングルチャートで初登場20位を記録した。2023年7月28日付のチャートでは4位に上昇し、デュア・リパにとって13枚目のトップテン入りとなった。2023年8月25日付のチャートではリパにとって4枚目となる全英1位を達成した。アイルランドではこの曲はアイルランド・シングル・チャートで初登場12位、2023年8月18日付では1位を獲得した。彼女のシングルがアイルランドで1位を獲得するのは4枚目である。
6月10日、「ダンス・ザ・ナイト」はBillboard Hot 100で初登場43位となった。2023年9月16日の週末では同チャートで6位を録したが、これはデュア・リパにとって5枚目となるアメリカでのトップ10入りである。同週末にはポップ・エアプレイとアダルト・トップ40で共に1位を獲得した。これらのチャートでの1位獲得も彼女にとって5枚目である。カナダでこのシングルはCanadian Hot 100で4位を獲得した。これは彼女にとって4枚目のトップ5入りである。
オーストラリアではこの曲はARIAシングル・チャートで初登場22位、2023年8月7日の週に3位に上昇した。ニュージーランドでは最高5位を記録した。「ダンス・ザ・ナイト」はその他にはブルガリア、クロアチア、イスラエル、ワロン地域で1位、レバノン、パラグアイCISで2位、スロバキアで6位、ウルグアイで11位を記録した。

## ミュージック・ビデオ
「ダンス・ザ・ナイト」のミュージック・ビデオは曲と同時に公開された。ミュージック・ビデオには『バービー』の監督のグレタ・ガーウィグがカメオ出演しているほか、マーゴット・ロビー、イッサ・レイ、エマ・マッキーらが映っている映画のクリップが挿入されている。ビデオはピンクのセットで、撮影用に注文していたディスコボールが地面に崩れ落ちているのを見つけたリパがそこで新しい振り付けを学ぶという構成である。リパは巨大なバービーのヒールの上で踊り、その後ガーウィグが監督の椅子から立ってリパのパフォーマンスを賞賛する一方、ディスコボールが破壊される至った出来事に疑問を投げかける。ファンのあいだでは破壊されたディスコボールはリパの『フューチャー・ノスタルジア』時代の終わりを告げるものであると説かれ、その説はロンソンが『Vulture』のインタビューで裏付けている。『ピッチフォーク』のエヴァ・ミンスカーはこのビデオを「リパがディスコボールを踊る一座を率い、バービー・ピンクのオープンカーのハンドルを握り、ホットピンクのステージで踊る」と要約した。ビデオには実際の香水瓶が登場するが、『ローリング・ストーン』のラリシャ・ポールはこれを「現実逃避と不安であると同時に、煌びやかで魅力的だ」と評した。

## 受賞とノミネート
| 団体                        | 年   | 部門               | 結果       | 参照   |
| --------------------------- | ---- | ------------------ | ---------- | ------ |
| MTV Video Music Awards      | 2023 | ポップ賞           | ノミネート | [ 45 ] |
| MTV Video Music Awards      | 2023 | 振り付け賞         | ノミネート | [ 45 ] |
| MTV Video Music Awards      | 2023 | サマーソング賞     | ノミネート | [ 46 ] |
| LOS40ミュージック・アワード | 2023 | 国際楽曲賞         | 受賞       |        |
| ゴールデングローブ賞        | 2024 | 主題歌賞           | ノミネート | [ 47 ] |
| グラミー賞                  | 2024 | 年間最優秀楽曲賞   | ノミネート | [ 48 ] |
| グラミー賞                  | 2024 | 視覚メディア楽曲賞 | ノミネート | [ 48 ] |
| アストラ映画賞              | 2024 | 主題歌賞           | ノミネート |        |
| ヒューストン映画批評家協会  | 2024 | 主題歌賞           | ノミネート | [ 49 ] |

## クレジットとパーソネル
クレジットは全て『バービー・ザ・アルバム』のライナーノーツより引用。
- アンドリュー・ワイアット（英語版） - プロデューサー、作曲家、ベース、シンセサイザー
- マーク・ロンソン - プロデューサー、作曲家、ギター、ローズ・ピアノ
- ピカード・ブラザース（英語版） - プロデューサー、プログラミング、キーボード
- デュア・リパ - 作詞家
- キャロライン・エイリン（英語版） - 作詞家
- クラリス・ジェンセン、アラン・ステパンスキー、ケイトリン・サリヴァン、スザンナ・チャップマン、ジョエル・ノイズ、サラ・クォン - チェロ
- リサ・キム、マット・レーマン、ユ・ジョンスン、ジェニファー・キム、ジョアンナ・マウラー、アナリサ・プレイス、アン・キム、タリー・ブランフェルト、ヘンリー・ワン、クリスティ・ヘルバーグ、ジョンミン・リー、ピーター・バーン、アンジェラ・リー、ジュリア・チェ、セイン・リュウ、ジェレミア・ヴェラスケス - ヴァイオリン
- ダニエル・ファリーナ、マイケル・ロス、ロバート・マイヤー、アレクシス・サイクス、ウィル・フランプトン、トーロン・フェファー - ヴィオラ
- ブランドン・ボスト - エンジニア、プログラミング
- キャメロン・ゴアー＝プール - ヴォーカルエンジニア、ヴォーカルプロデューサー
- アレックス・ヴェンゲル - アディショナルレコーディング
- シェルバン・ゲネア - ミキシング
- ブライス・ボルドン - ミキシングアシスタント
- コスタス・ミシャロウディス - アシスタントエンジニア

## チャート
| チャート (2023)                                                   | 最高 順位 |
| ----------------------------------------------------------------- | --------- |
| アルゼンチン (Argentina Hot 100)                                  | 37        |
| アルゼンチン・エアプレイ (Monitor Latino)                         | 1         |
| オーストラリア (ARIA)                                             | 3         |
| オーストリア (Ö3 Austria Top 40)                                  | 4         |
| ベルギー (Ultratop 50 Flanders)                                   | 1         |
| ベルギー (Ultratop 50 Wallonia)                                   | 1         |
| ボリビア (Monitor Latino)                                         | 10        |
| ブラジル・エアプレイ (Crowley Charts)                             | 52        |
| ブラジル・インターナショナル・ポップ・エアプレイ (Crowley Charts) | 2         |
| ブルガリア (PROPHON)                                              | 1         |
| カナダ (Canadian Hot 100)                                         | 4         |
| カナダ AC (Billboard)                                             | 2         |
| カナダ CHR/Top 40 (Billboard)                                     | 1         |
| カナダ Hot AC (Billboard)                                         | 1         |
| チリ (Monitor Latino)                                             | 6         |
| CIS (TopHit)                                                      | 1         |
| クロアチア (HRT)                                                  | 1         |
| チェコ (Rádio Top 100)                                            | 1         |
| チェコ (Singles Digitál Top 100)                                  | 7         |
| デンマーク (Tracklisten)                                          | 8         |
| エクアドル (National-Report)                                      | 6         |
| エルサルバドル (Monitor Latino)                                   | 11        |
| フィンランド (Suomen virallinen lista)                            | 33        |
| フランス (SNEP)                                                   | 5         |
| ドイツ (GfK Entertainment charts)                                 | 7         |
| Global 200 (Billboard)                                            | 3         |
| ギリシャ・インターナショナル (IFPI)                               | 8         |
| 香港 (Billboard)                                                  | 21        |
| ハンガリー (Dance Top 40)                                         | 2         |
| ハンガリー (Rádiós Top 40)                                        | 1         |
| ハンガリー (Single Top 40)                                        | 11        |
| アイスランド (Plötutíðindi)                                       | 3         |
| アイルランド (IRMA)                                               | 1         |
| イスラエル (Media Forest)                                         | 1         |
| イタリア (FIMI)                                                   | 20        |
| Japan Hot Overseas (Billboard JAPAN)                              | 1         |
| ラトビア (LAIPA)                                                  | 16        |
| ラトビア・エアプレイ (LAIPA)                                      | 1         |
| レバノン (Lebanese Top 20)                                        | 4         |
| リトアニア (AGATA)                                                | 14        |
| ルクセンブルク (Billboard)                                        | 1         |
| マレーシア (Billboard)                                            | 25        |
| マレーシア・インターナショナル (RIM)                              | 19        |
| オランダ (Dutch Top 40)                                           | 1         |
| オランダ (Single Top 100)                                         | 4         |
| ニュージーランド (Recorded Music NZ)                              | 5         |
| ナイジェリア (TurnTable Top 100)                                  | 41        |
| ノルウェー (VG-lista)                                             | 13        |
| パナマ (Monitor Latino)                                           | 2         |
| パナマ (PRODUCE)                                                  | 5         |
| パラグアイ (Monitor Latino)                                       | 2         |
| ペルー (Hot 100 Perú)                                             | 33        |
| ポーランド (Polish Airplay Top 100)                               | 3         |
| ポーランド (Polish Streaming Top 100)                             | 13        |
| ポルトガル (AFP)                                                  | 18        |
| ロシア・エアプレイ (TopHit)                                       | 4         |
| サンマリノ (SMRRTV Top 50)                                        | 6         |
| シンガポール (RIAS)                                               | 8         |
| スロバキア (Rádio Top 100)                                        | 5         |
| スロバキア (Singles Digitál Top 100)                              | 7         |
| 韓国ダウンロード (Circle)                                         | 138       |
| スペイン (PROMUSICAE)                                             | 48        |
| スリナム (Nationale Top 40)                                       | 3         |
| スウェーデン (Sverigetopplistan)                                  | 25        |
| スイス (Schweizer Hitparade)                                      | 3         |
| UK シングルス (OCC)                                               | 1         |
| ウクライナ・エアプレイ (TopHit)                                   | 12        |
| ウルグアイ (Monitor Latino)                                       | 10        |
| US Billboard Hot 100                                              | 6         |
| US Adult Contemporary (Billboard)                                 | 4         |
| US Adult Top 40 (Billboard)                                       | 1         |
| US Dance/Mix Show Airplay (Billboard)                             | 6         |
| US Pop Airplay (Billboard)                                        | 1         |
| US Rhythmic (Billboard)                                           | 37        |
| ベネズエラ (Record Report)                                        | 35        |

| チャート (2023)                 | 最高 順位 |
| ------------------------------- | --------- |
| CIS (TopHit)                    | 1         |
| パラグアイ (SGP)                | 29        |
| ロシア・エアプレイ (TopHit)     | 4         |
| ウクライナ・エアプレイ (TopHit) | 19        |

| チャート (2023)                         | 順位 |
| --------------------------------------- | ---- |
| オーストラリア (ARIA)                   | 27   |
| オーストリア (Ö3 Austria Top 40)        | 57   |
| ベルギー (Ultratop 50 Flanders)         | 8    |
| ベルギー (Ultratop 50 Wallonia)         | 3    |
| カナダ (Canadian Hot 100)               | 19   |
| デンマーク (Tracklisten)                | 65   |
| ドイツ (Official German Charts)         | 62   |
| Global 200 (Billboard)                  | 63   |
| ハンガリー (Dance Top 40)               | 24   |
| ハンガリー (Rádiós Top 40)              | 18   |
| ハンガリー (Single Top 40)              | 45   |
| イタリア (FIMI)                         | 93   |
| オランダ (Dutch Top 40)                 | 13   |
| オランダ (Single Top 100)               | 35   |
| ポーランド (Polish Streaming Top 100)   | 75   |
| ロシア・エアプレイ (TopHit)             | 31   |
| スイス (Schweizer Hitparade)            | 38   |
| UKシングルス (OCC)                      | 19   |
| アメリカ Billboard Hot 100              | 35   |
| アメリカ Adult Contemporary (Billboard) | 16   |
| アメリカ Adult Top 40 (Billboard)       | 11   |
| アメリカ Mainstream Top 40 (Billboard)  | 12   |

## 認定
| 国/地域                                                     | 認定        | 認定/売上数 |
| ----------------------------------------------------------- | ----------- | ----------- |
| オーストラリア (ARIA)                                       | 3× Platinum | 210,000     |
| オーストリア (IFPI Austria)                                 | Gold        | 15,000      |
| ベルギー (BEA)                                              | Platinum    | 40,000      |
| カナダ (Music Canada)                                       | 3× Platinum | 240,000     |
| デンマーク (IFPI Danmark)                                   | Gold        | 45,000      |
| フランス (SNEP)                                             | Platinum    | 200,000     |
| イタリア (FIMI)                                             | Platinum    | 100,000     |
| ニュージーランド (RMNZ)                                     | Platinum    | 30,000      |
| ポーランド (ZPAV)                                           | Platinum    | 50,000      |
| ポルトガル (AFP)                                            | Platinum    | 10,000      |
| スペイン (PROMUSICAE)                                       | Platinum    | 60,000      |
| スイス (IFPI Switzerland)                                   | Gold        | 10,000      |
| イギリス (BPI)                                              | Platinum    | 600,000     |
| ストリーミング                                              |             |             |
| ギリシャ (IFPI Greece)                                      | Gold        | 1,000,000   |
| 認定のみに基づく売上数と再生回数 · 認定のみに基づく再生回数 |             |             |

## 発表史
| 地域                   | 日付          | フォーマット                        | レーベル                  | 参照            |
| ---------------------- | ------------- | ----------------------------------- | ------------------------- | --------------- |
| 多数                   | 2023年5月25日 | デジタルダウンロード ストリーミング | アトランティック ワーナー | [ 19 ]          |
| イタリア               | 2023年5月26日 | ラジオ・エアプレイ                  | ワーナー                  | [ 154 ]         |
| アメリカ合衆国         | 2023年5月30日 | コンテンポラリー・ヒット・ラジオ    | ワーナー                  | [ 155 ]         |
| イギリス、アイルランド | 2023年8月14日 | CD                                  | ワーナー                  | [ 156 ] [ 157 ] |
| イギリス               | 2023年8月24日 | カセット                            | ワーナー                  | [ 158 ]         |